# Jolodny Yar
Jolodny Yar (en ucraniano: Холодний Яр, lit. 'Cárcava Fría/Barranco Frío') es un bosque ubicado cerca de Chiguirín mayormente en el óblast de Cherkasy y parcialmente en el óblast de Kirovogrado (Ucrania) que ha tenido una importancia histórica notable y que actualmente mantiene una importancia medioambiental destacabale.

## Etimología
Existe una leyenda sobre el origen del nombre que cuenta que durante la invasión mongola de la Rus de Kiev, Melanka Jolodnaya (en ucraniano: Меланка Холодна) y sus hijos se escondieron en unos matorrales del bosque cerca de la orilla del río Sriblyanka. Poco a poco, otras personas que huían de los tártaro-mongoles se unieron a ellos y comenzaron un asentamiento llamado Jolodne (en ucraniano: Холодне). A partir de ese momento, el área boscosa que rodeaba el asentamiento se comenzó a llamar Jolodnoyarsky (construcción cirílica que vendría a traducirse como de Jolodne).
Estudios lingüistas posteriores sugieren que el nombre «Jolodny Yar» es de origen climatológico. El área llena de profundos huecos boscosos (Cárcava) y barrancos, el aire frío que se acumula en verano y la frescura que presenta siempre habría hecho que los residentes locales llamaran a esta área Jolodny («Frío») Yar («Cárcava/Barranco»), siendo una manera de nomenclar áreas boscosas muy común en Ucrania como en Babi Yar.

## Historia
La primera mención explícita al bosque de Jolodny Yar llega en el siglo XIV con las crónicas de los historiadores sobre los enfrentamientos entre 1363 y 1367 de lituanos y rutenos contra la Horda de Oro que culminó en la batalla de las Aguas Azules. Aunque se encuentra en la orilla derecha del Dniéper, su situación en mitad de los Campos Salvajes provocó que fuese considerada una zona inhabitada y a evitar para crear asentamientos durante mucho tiempo.
Durante siglos, la zona entre Kániv y Cherkasy hasta los rápidos del Dniéper (cerca de la futura Fortaleza de Kodak) solo estuvo habitada en ciudades o campamentos fortaleza individuales y monasterios fuertemente fortificados.
Debido a sus características, fue una zona muy propensa a las Jaidamakas durante el siglo XVIII y el XIX, siendo las más famosas la Kolívshchina (1768), una de las Jaidamaka más grandes ocurridas aprovechando el caos en la zona por la insurrección polaca de la Confederacion de Bar y a la que Tarás Shevchenko le dedicó su poema Jaidamaka, y la Jaidamaka de 1830 de Ustim Karmaliuk, una de las últimas en tener lugar.
A comienzos del siglo XX tuvo lugar la guerra de independencia de Ucrania durante la cual en el uyezd de Chiguirín (parte de la gobernación de Kiev) comenzó a haber una revuelta popular contra los denikistas (seguidores de Antón Denikin del Movimiento Blanco ruso) en apoyo de la República Popular Ucraniana, que también se enfrentaba al gobierno soviético de Moscú. El atamán Vasil Chuchupak acuartelado en el monasterio de Motroninsky, en Jolodny Yar, aunó las fuerzas rebeldes de la zona en 1918, fundando la República de Jolodnoyarsk que tenía por estandarte un pabellón negro con el Trýzub en medio y el lema «La voluntad de Ucrania o la muerte». En 1920 otros atamanes cercanos se unieron a la lucha que mantuvo la independencia de la República hasta 1922.

## Características

### Flora

#### Árboles
Jolodny Yar cuenta con 6804 hectáreas de superficie, de las cuales 6509 (95,66 %) están cubiertas de árboles.
Hay más de una docena de especies distintos de árboles, aunque la más numerosa es el roble común (81 %) seguida muy de lejos por el pino silvestre (6 %) y el fresno común (5 %). Por el contrario, algunas especies que pueden encontrarse en Jolodny Yar con apenas unos pocos ejemplares nacidos casi entre la maleza están el abedul europeo, el saúco, el bonetero verrugoso o el avellano.
En cuanto a la edad y altura de los árboles que conforman este bosque, la mayoría son adultos (59 %), seguidos por los maduros (21 %), después tendríamos los sobremaduros (11 %) y por último los especímenes jóvenes (9 %).

#### Plantas
Se calcula que hay unas 150 plantas herbáceas alrededor del territorio del bosque, entre las cuales hay plantar raras listadas en el Libro Rojo de Ucrania (en ucraniano: Червона книга України; el documento que enlista cualquier especie amenazada catalogada por las autoridades ucranianas) siendo algunas de ellas:
Alrededor de 150 especies de plantas herbáceas crecen en el territorio del tracto, entre las cuales hay plantas raras enumeradas en el Libro Rojo de Ucrania, tales como: boneteros enanos, campanillas de invierno, campanillas plisadas, Cephalanthera longifolia, nidos de pájaro o heleborina de hojas anchas.
El bosque de Jolodny Yar también es el único lugar de Ucrania en el que se encuentra la brusela, existiendo grandes claros recubiertos de ella.
Entre los hongos comestibles se encuentran el hongo blanco, el boleto anillado y el del abedul, Lactarius, la rusula comestible, la senderuela y otros menos comunes.

### Fauna
Hay 140 especies de aves identificadas en Jolodny Yar, entre ellas 10 figuran en el Libro Rojo de Ucrania. La avifauna que anida del bosque de Jolodny Yar se caracteriza por la monotonía y un conjunto relativamente pequeño de especies.
Hay una gran cantidad de zorros, liebres, rebecos, jabalíes y otros animales.

## En la cultura popular
La República de Jolodnoyarsk (o República de Jolodny Yar), uno de los efímeros estados ucranianos de comienzos del siglo XX fue nombrado en honor a esta área.
En 2018 se formó la 93.ª Brigada Mecanizada Independiente cuyo nombre honorífico es «Jolodny Yar». Es una de las unidades más destacadas en los combates de 2022 y 2023 de la invasión rusa de Ucrania.
En 2019 el Banco Nacional de Ucrania emitió una moneda conmemorativa Jolodny Yar con un valor nominal de 5 grivnas.